# Flatulência
Flatulência ou flato (do latim flatus, sopro) é uma ventosidade anal que pode ser ruidosa ou não e que tem um cheiro fétido. Tem origem nos gases que são ingeridos juntamente com a comida e, minoritariamente, nos gases acumulados durante o processo de digestão dos animais, na etapa de decomposição dos resíduos orgânicos dentro do intestino. Um desses processos é a fermentação de carboidratos por bactérias. [carece de fontes?]

## Características
Um dos seus componentes é o metano (ou Gás-dos-pântanos, Hidreto de metila), de densidade 0,722 gramas por decímetro cúbico, portanto mais leve que o oxigênio e que tende sempre a subir rapidamente. Este é um gás facilmente inflamável, incolor e contribui 21 vezes mais do que o dióxido de carbono para o efeito estufa.
Mais de 99% do volume de uma flatulência é composto por gases inodoros. Nos humanos, o gás é expelido aproximadamente a uma velocidade de 0,035 metros por segundo, podendo atingir picos de 0,1 metro por segundo.

## Odor
O odor dos flatos provém de pequenas quantidades de sulfeto de hidrogênio (gás sulfídrico) e enxofre e os mercaptanos livres na mistura. Quanto mais rica em enxofre for a dieta, mais desses gases vão ser produzidos pelas bactérias no intestino, fazendo portanto com que estes gases cheirem ainda pior.
Alimentos como cebola, couve-flor e ovos são notórios por produzirem esses gases. As leguminosas, como o feijão ou grãos, por exemplo, produzem grandes quantidades de gases, não necessariamente fétidos (odor desagradável). Isso se deve à presença de açúcares que os seres humanos não conseguem digerir. Quando esses açúcares chegam aos intestinos, as bactérias produzem uma enorme quantidade de gás. Outros produtores notórios de gases são milho, pimenta, repolho e leite.

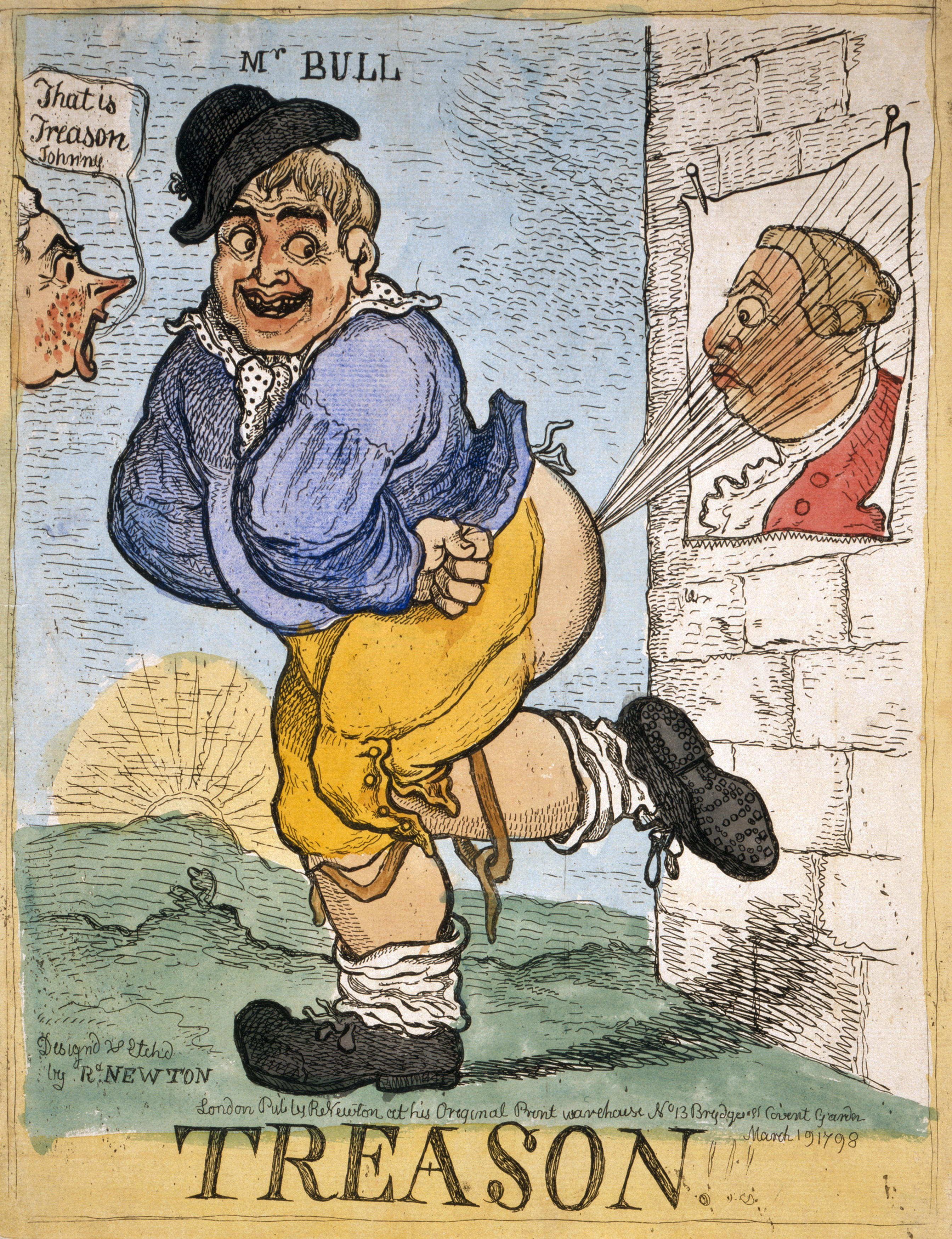
Representação cómica da flatulência

## Cultura popular
Muitos pensam que as eructações, popularmente chamadas de "arroto", são os flatos sendo expelidos pela boca. Mas essa inferência é um conceito popular infundado, já que os gases que formam o flato são produzidos no intestino, e os da eructação, pelo estômago.
Na linguagem coloquial, flatulência é muitas vezes referida vulgarmente como pum (onomatopeia), peido (do latim peditu), bufa, gases, bomba, traque (onomatopeia), pu (onomatopeia), dentre outros.